# 拉尔维
拉尔维，是西班牙加泰罗尼亚莱里达省的一个市镇。 总面积33平方公里，总人口798人（001年），人口密度24人/平方公里。